# Franz Josef Umlauft
Franz Josef Umlauft (* 11. Juli 1883 in Spansdorf, Österreich-Ungarn; † 23. Mai 1960 in Bayreuth) war ein deutscher Gymnasiallehrer und Heimatforscher. Er galt als der Nestor der sudetendeutschen Familien- und Heimatforschung.

## Leben
Er war der Sohn des Kaufmanns Josef Umlauft und der Maurertochter Theresia geborene Hiersche. Sein Vater besaß einen Gemischtwarenhandel und leitete den Spar- und Vorschussverein in Spansdorf. Nach dem Besuch der dortigen Volksschule ging Franz Josef Umlauft an das Gymnasium nach Aussig. Anschließend studierte er an der deutschen Karls-Universität in Prag Philologie und promovierte zum Dr. phil.
Er war als Gymnasiallehrer in Aussig tätig, trug den Professor-Titel und betreute auch das dortige Stadtarchiv. Nach der Vertreibung aus der Tschechoslowakei nach dem Zweiten Weltkrieg lebte er in Bayreuth.

## Werke (Auswahl)
- Das Volksbildungswesen. Ein Vortrag über die Entwicklung des öffentlichen Bücherei- und Vortragswesen, Teschen 1912.
- Das Spital und die Kirche St. Materni außerhalb der Mauern in Aussig. Aussig, Verlag der Arbeitsgemeinschaft für Heimatforschung 1924.
- Heimatkunde des Bezirkes Aussig, 1931.
- Der Schreckenstein – Eine Beschreibung und Geschichte der Burg, 1939.
- Rückblick auf die Arbeit der Zentralstelle für sudetendeutsche Familienforschung in Aussig. In: Sudetendeutsche Familienforschung 11 (1939), S. 41–54.
- Die Elbestadt Aussig in der Erinnerung ihrer vertriebenen Bewohner. Troisdorf, Kammweg-Verlag, 1950.
- Der Materniplatz in Aussig. In: Aussiger Bote 2 (1950), H. 12, S. 17–21.
- Geschichte der deutschen Stadt Aussig. Bayreuth 1960.